# Distrito electoral de Rogers (condado de Colfax, Nebraska)
Rogers (en inglés: Rogers Precinct) es un distrito electoral ubicado en el condado de Colfax en el estado estadounidense de Nebraska. En el Censo de 2010 tenía una población de 194 habitantes y una densidad poblacional de 3,15 personas por km².

## Geografía
Rogers se encuentra ubicado en las coordenadas 41°27′52″N 96°58′31″O / 41.46444, -96.97528. Según la Oficina del Censo de los Estados Unidos, Rogers tiene una superficie total de 61.53 km², de la cual 57.81 km² corresponden a tierra firme y (6.04%) 3.71 km² es agua.

## Demografía
Según el censo de 2010, había 194 personas residiendo en Rogers. La densidad de población era de 3,15 hab./km². De los 194 habitantes, Rogers estaba compuesto por el 79.9% blancos, el 0% eran afroamericanos, el 0% eran amerindios, el 2.06% eran asiáticos, el 0% eran isleños del Pacífico, el 14.43% eran de otras razas y el 3.61% pertenecían a dos o más razas. Del total de la población el 24.23% eran hispanos o latinos de cualquier raza.